# Rafael Sanus Abad
Rafael Sanus Abad (Alcoi, 29 d'agost de 1931 - València, 13 de maig de 2010) fou un bisbe auxiliar emèrit de València i teòleg valencià.

## Biografia
Va nàixer a Alcoi (l'Alcoià) el 29 d'agost de 1931, al si d'una família molt important a la vida política i social de la localitat, de fet el seu nebot Josep Sanus arribà a ser alcalde d'Alcoi durant més de 20 anys. Sanus va estar vinculat al cristianisme progressista, i destacà pel seu tarannà humanista, la seua formació intel·lectual i la seva disposició al diàleg, el que li reportà problemes amb la jerarquia eclesiàstica.
Va cursar els estudis eclesiàstics al Seminari Metropolità de València, després d'haver cursat estudis de dret civil. És llicenciat en Teologia per la Universitat Gregoriana de Roma. Un desgraciat accident en plena joventut el va deixar privat d'un braç, de manera que per ser ordenat sacerdot va haver de demanar dispensa a Pius XII. El dia 22 juny 1958 va oficiar a València la seva primera missa.
Ha estat professor a la Facultat de Teologia, rector del Col·legi Major Sant Joan de Ribera de Burjassot de 1960 a 1969, professor i rector del Seminari Metropolità de València de 1969 a 1976, director del Convictorio Sacerdotal, col·legial perpetu i rector del Col·legi del Corpus Christi de València de 1985-1989, canonge de l'Església Catedral i vicari general de l'Arquebisbat de Valencia 1978 a 1984 i President Delegat del Sínode Diocesà de València de 1986 a 1989.
En 1989 fou nomenat Bisbe auxiliar, un càrrec que aprofità per defensar postulats progressistes i propers al Concili del Vaticà II.
Les discrepàncies amb l'aleshores arquebisbe de València, Agustín García Gasco, molt conservador, li van dur a presentar al novembre de 2000 la renúncia com a bisbe auxiliar, que li va ser acceptada pel papa cinc anys abans de l'edat habitual de jubilació dels prelats (75 anys). Sanus va parlar llavors de "cansament moral" per la seva marginació i va criticar la falta del "més mínim sentit de la col·legialitat" en l'arxidiòcesi. Arran de la seva renúncia, va ser expulsat del Col·legi del Corpus Christi, on va viure 24 anys, i li va ser prohibit confirmar. Va quedar-se al carrer amb 70 anys.
Finalment, Rafael Sanus va morir de manera sobtada als 78 anys al seu domicili de València el 13 de maig de 2010.